# Udaipur
För andra betydelser, se Udaipur (olika betydelser).
Udaipur (hindi: उदयपुर, Udaypur) är en stad i delstaten Rajasthan i nordvästra Indien. Den är administrativ huvudort för distriktet Udaipur och hade cirka 450 000 invånare vid folkräkningen 2011.

## Sevärdheter
Staden Udaipur omges av sju sjöar. Vid Picholasjön finns ett palats kallat ”Stadspalatset”, med templet Jagdish i närheten. Ute i sjön Pichola finns ytterligare ett palats, ”Sjöpalatset”. 